# Diocesi di Suwon
La diocesi di Suwon (in latino Dioecesis Suvonensis) è una sede della Chiesa cattolica in Corea suffraganea dell'arcidiocesi di Seul. Nel 2022 contava 937.842 battezzati su 8.613.876 abitanti. È retta dal vescovo Mathias Ri Iong-hoon.

## Territorio
La diocesi comprende le città di Gwacheon, Gwangmyeong, Gwangju, Gunpo, Seongnam, Suwon, Siheung (in parte), Ansan, Anseong, Anyang, Osan, Yongin, Uiwang, Icheon, Pyeongtaek, Hanam, Hwaseong, e le contee di Yangpyeong e Yeoju nella provincia di Gyeonggi in Corea del Sud.
Sede vescovile è la città di Suwon, dove nel quartiere Jeongjadong si trova la cattedrale di San Giuseppe.
Il territorio è suddiviso in 222 parrocchie.

## Storia
La diocesi è stata eretta il 7 ottobre 1963 con la bolla Summi Pastoris di papa Paolo VI, ricavandone il territorio dall'arcidiocesi di Seul.

## Cronotassi dei vescovi
Si omettono i periodi di sede vacante non superiori ai 2 anni o non storicamente accertati.
- Victorinus Youn Kong-hi (7 ottobre 1963 - 25 ottobre 1973 nominato arcivescovo di Gwangju)
- Angelo Kim Nam-su † (5 ottobre 1974 - 4 giugno 1997 ritirato)
- Paul Choi Duk-ki (4 giugno 1997 succeduto - 30 marzo 2009 dimesso)
- Mathias Ri Iong-hoon (Lee Yong-Hoon), succeduto il 30 marzo 2009

## Statistiche
La diocesi nel 2022 su una popolazione di 8.613.876 persone contava 937.842 battezzati, corrispondenti al 10,9% del totale.
| anno | popolazione | popolazione | popolazione | presbiteri | presbiteri | presbiteri | presbiteri                | diaconi | religiosi | religiosi | parrocchie |
| anno | battezzati  | totale      | %           | numero     | secolari   | regolari   | battezzati per presbitero | diaconi | uomini    | donne     | parrocchie |
| ---- | ----------- | ----------- | ----------- | ---------- | ---------- | ---------- | ------------------------- | ------- | --------- | --------- | ---------- |
| 1969 | 54.067      | 1.440.000   | 3,8         | 41         | 40         | 1          | 1.318                     |         | 3         | 61        | 27         |
| 1980 | 88.779      | 2.331.200   | 3,8         | 56         | 54         | 2          | 1.585                     |         | 3         | 235       | 45         |
| 1990 | 221.710     | 3.708.703   | 6,0         | 113        | 91         | 22         | 1.962                     |         | 93        | 517       | 66         |
| 1999 | 452.477     | 5.455.199   | 8,3         | 231        | 187        | 44         | 1.958                     |         | 204       | 849       | 113        |
| 2000 | 484.389     | 5.666.257   | 8,5         | 247        | 199        | 48         | 1.961                     |         | 151       | 828       | 119        |
| 2001 | 505.601     | 5.954.538   | 8,5         | 272        | 214        | 58         | 1.858                     |         | 235       | 1.008     | 128        |
| 2002 | 539.607     | 6.155.862   | 8,8         | 290        | 233        | 57         | 1.860                     |         | 172       | 989       | 134        |
| 2003 | 568.584     | 6.406.787   | 8,9         | 312        | 240        | 72         | 1.822                     |         | 245       | 1.157     | 140        |
| 2004 | 599.044     | 6.446.903   | 9,3         | 353        | 270        | 83         | 1.697                     |         | 267       | 1.145     | 153        |
| 2014 | 825.735     | 7.721.286   | 10,7        | 481        | 407        | 74         | 1.716                     |         | 163       | 1.540     | 202        |
| 2017 | 885.184     | 8.133.304   | 10,9        | 505        | 430        | 75         | 1.752                     |         | 155       | 1.232     | 211        |
| 2020 | 928.650     | 8.492.751   | 10,9        | 534        | 457        | 77         | 1.739                     |         | 161       | 1.122     | 218        |
| 2022 | 937.842     | 8.613.876   | 10,9        | 563        | 481        | 82         | 1.665                     |         | 161       | 1.205     | 222        |